# 大果木莲
大果木莲（学名：Manglietia grandis）为木兰科木莲属下的一个种。

## 扩展阅读
- 維基物種上的相關：大果木莲